# Policia sense por
Policia sense por (títol original: Poliziotto Senza Paura), és una pel·lícula italo- austríaca dirigida per Stelvio Massi el 1978.
Ha estat doblada al català.

## Argument
Implicada en un afer d'atemptat contra els bons costums, la filla d'un banquer de fortuna, Annalise, misteriosament s'hauria volatilitzat en la natura. És el que el seu pare afirma a un detectiu privat. Aquest últim, que no sap pas encara verdaderament on posa els peus, li és confiada la missió delicada de trobar la seva pista i de portar-la a casa.

## Repartiment
- Maurizio Merli: Detectiu Walter 'Wally' Spada
- Joan Collins: Brigitte
- Jasmine Maimone: Renate
- Annarita Grapputo: Annalise von Straben
- Gastone Moschin: Karl Koper
- Alexander Trojan: von Straben